# Luca Betti
Luca Betti (Cuneo, 22 febbraio 1978) è un pilota automobilistico e personaggio televisivo italiano.

## Biografia
Nasce da padre di origini umbre e madre piemontese. I suoi genitori si conoscono a fine degli anni settanta grazie alle corse automobilistiche. Suo padre Andrea (pilota), in coppia con lo zio paterno Luca (co-pilota), corre nei rally italiani in competizione con gli zii materni e conosce così la madre. Il padre Andrea Betti è stato Campione Italiano di Rally su Lancia Stratos nel 1980.
Luca fin da piccolo, pratica molti sport a livello agonistico fra cui il nuoto, lo sci, la pallacanestro, la pallavolo e la pallanuoto. Si diploma al liceo classico e successivamente si laurea alla scuola di amministrazione aziendale dell'Università degli Studi di Torino. 
Nel corso degli anni crea e gestisce anche la Kimera Motorsport, la sua scuderia con cui ottiene buoni risultati sia come pilota (diverse vittorie in gare europee e titolo sfiorato di Campionato europeo rally nel 2011) che come manager, gestendo il Junior Team di Abu Dhabi e alcune attività sportive di Red Bull nei Rally.

## Carriera sportiva
Fin da giovane inizia a correre con il parere contrario di tutta la sua famiglia (eccetto il padre). Debutta nel 1998 nel Trofeo Fiat Cinquecento e nel 1999 è pilota ufficiale Fiat Auto Corse nello Junior Team diventando Campione Italiano Under 23. Nel 2000 corre con la Fiat Punto Kit nel Campionato Italiano due ruote motrici e debutta nel Campionato del mondo rally dove disputerà gare in stagioni diverse sino al 2013. Dal 2001 al 2003 disputa il Campionato Italiano e alcune gare internazionali per accumulare esperienza. Approda in pianta stabile nel Campionato del Mondo WRC nel 2004, disputando lo JWRC per 3 stagioni (2004-2004-2006) prima con Peugeot e Fiat e successivamente con Renault Sport. Nel 2007 viene ingaggiato dalla Honda Jas Motorsport per disputare l'Intercontinental Rally Challenge che vince fra le vetture a due ruote motrici. Nel 2008 Honda ritira tutte le attività sportive ufficiali e per questo motivo fonda Kimera Motorsport, il suo team con cui disputa il campionato europeo rally dal 2008 al 2012. Nel 2011 è Vice Campione Europeo. Nel 2013 disputa la Coppa Europa e dopo un anno di stop, nel 2015 disputa la sua ultima stagione da professionista nel Campionato IRC a bordo di una Ford Fiesta WRC.

## Carriera televisiva
Nel 2014 ha partecipato alla terza edizione del reality show di Rai 2 Pechino Express, formando col modello israeliano Michael Lewis la coppia degli "eterosessuali", eliminata nella quarta tappa. Per la stessa rete, da novembre dello stesso anno entra nel cast del programma Detto fatto come tutor di guida sicura.

## Vita privata
Da febbraio 2017 è impegnato sentimentalmente con l'attrice Laura Torrisi.

## Risultati nel mondiale rally

### WRC
| 2000 | Scuderia | Vettura          |  |  |  |  |  |  |  |  |  |  |  |  |  |     |  |  | Punti | Pos. |
| ---- | -------- | ---------------- |  |  |  |  |  |  |  |  |  |  |  |  |  | --- |  |  | ----- | ---- |
| 2000 |          | Renault Clio 16S |  |  |  |  |  |  |  |  |  |  |  |  |  | Rit |  |  | 0     |      |

| 2001 | Scuderia | Vettura                                                           |  |  |  |     |  |  |     |  |     |  |  |  |  |    |  |  | Punti | Pos. |
| ---- | -------- | ----------------------------------------------------------------- |  |  |  | --- |  |  | --- |  | --- |  |  |  |  | -- |  |  | ----- | ---- |
| 2001 |          | Renault Clio Williams, Mitsubishi Lancer Evo V e Fiat Punto S1600 |  |  |  | Rit |  |  | Rit |  | Rit |  |  |  |  | 39 |  |  | 0     |      |

| 2004 | Scuderia | Vettura                              |     |  |  |  |  |     |     |  |  |  |  |    |     |  |    |  | Punti | Pos. |
| ---- | -------- | ------------------------------------ | --- |  |  |  |  | --- | --- |  |  |  |  | -- | --- |  | -- |  | ----- | ---- |
| 2004 |          | Peugeot 206 S1600 e Fiat Punto S1600 | Rit |  |  |  |  | Rit | Rit |  |  |  |  | 26 | Rit |  | 33 |  | 0     |      |

| 2005 | Scuderia | Vettura            |    |  |  |  |    |  |  |     |  |    |    |  |  |     |     |  | Punti | Pos. |
| ---- | -------- | ------------------ | -- |  |  |  | -- |  |  | --- |  | -- | -- |  |  | --- | --- |  | ----- | ---- |
| 2005 |          | Renault Clio S1600 | 16 |  |  |  | 21 |  |  | Rit |  | 21 | 20 |  |  | Rit | Rit |  | 0     |      |

| 2006 | Scuderia | Vettura            |  |  |  |     |     |  |    |  |    |  |  |  |  |  |  |    | Punti | Pos. |
| ---- | -------- | ------------------ |  |  |  | --- | --- |  | -- |  | -- |  |  |  |  |  |  | -- | ----- | ---- |
| 2006 |          | Renault Clio S1600 |  |  |  | Rit | Rit |  | 24 |  | 26 |  |  |  |  |  |  | 22 | 0     |      |

| 2007 | Scuderia | Vettura            |    |  |  |  |  |  |  |  |  |  |  |  |  |  |  |  | Punti | Pos. |
| ---- | -------- | ------------------ | -- |  |  |  |  |  |  |  |  |  |  |  |  |  |  |  | ----- | ---- |
| 2007 |          | Renault Clio S1600 | 19 |  |  |  |  |  |  |  |  |  |  |  |  |  |  |  | 0     |      |

| 2008 | Scuderia | Vettura               |    |  |  |  |  |  |  |  |  |  |  |  |  |  |  |  | Punti | Pos. |
| ---- | -------- | --------------------- | -- |  |  |  |  |  |  |  |  |  |  |  |  |  |  |  | ----- | ---- |
| 2008 |          | Honda Civic Type-R R3 | 19 |  |  |  |  |  |  |  |  |  |  |  |  |  |  |  | 0     |      |

| 2013 | Scuderia       | Vettura           |     |  |  |  |  |  |  |  |  |  |  |  |  |  |  |  | Punti | Pos. |
| ---- | -------------- | ----------------- | --- |  |  |  |  |  |  |  |  |  |  |  |  |  |  |  | ----- | ---- |
| 2013 | Symtech Racing | Peugeot 207 S2000 | Rit |  |  |  |  |  |  |  |  |  |  |  |  |  |  |  | 0     |      |

| Legenda | 1º posto | 2º posto | 3º posto | A punti | Senza punti | Ritirato | Squalificato | NP=Non partito C=Gara cancellata | Apice=Power stage |

### WRC-2
| 2013 | Scuderia       | Vettura           |     |  |  |  |  |  |  |  |  |  |  |  |  |  |  |  | Punti | Pos. |
| ---- | -------------- | ----------------- | --- |  |  |  |  |  |  |  |  |  |  |  |  |  |  |  | ----- | ---- |
| 2013 | Symtech Racing | Peugeot 207 S2000 | Rit |  |  |  |  |  |  |  |  |  |  |  |  |  |  |  | 0     |      |

| Legenda | 1º posto | 2º posto | 3º posto | A punti | Senza punti | Ritirato | Squalificato | NP=Non partito C=Gara cancellata | Apice=Power stage |

### Group N Cup
| 2000 | Scuderia | Vettura          |  |  |  |  |  |  |  |  |  |  |  |  |  |     |  |  | Punti | Pos. |
| ---- | -------- | ---------------- |  |  |  |  |  |  |  |  |  |  |  |  |  | --- |  |  | ----- | ---- |
| 2000 |          | Renault Clio 16S |  |  |  |  |  |  |  |  |  |  |  |  |  | Rit |  |  | 0     |      |

| 2001 | Scuderia | Vettura                 |  |  |  |  |  |  |     |  |     |  |  |  |  |  |  |  | Punti | Pos. |
| ---- | -------- | ----------------------- |  |  |  |  |  |  | --- |  | --- |  |  |  |  |  |  |  | ----- | ---- |
| 2001 |          | Mitsubishi Lancer Evo V |  |  |  |  |  |  | Rit |  | Rit |  |  |  |  |  |  |  | 0     |      |

| Legenda | 1º posto | 2º posto | 3º posto | A punti | Senza punti | Ritirato | Squalificato | NP=Non partito C=Gara cancellata | Apice=Power stage |

### Junior WRC
| 2004 | Scuderia | Vettura                              |     |  |  |  |  |     |     |  |  |  |  |   |     |  |    |  | Punti | Pos. |
| ---- | -------- | ------------------------------------ | --- |  |  |  |  | --- | --- |  |  |  |  | - | --- |  | -- |  | ----- | ---- |
| 2004 |          | Peugeot 206 S1600 e Fiat Punto S1600 | Rit |  |  |  |  | Rit | Rit |  |  |  |  | 6 | Rit |  | 10 |  | 3     | 16º  |

| 2005 | Scuderia | Vettura            |   |  |  |  |   |  |  |     |  |   |   |  |  |     |     |  | Punti | Pos. |
| ---- | -------- | ------------------ | - |  |  |  | - |  |  | --- |  | - | - |  |  | --- | --- |  | ----- | ---- |
| 2005 |          | Renault Clio S1600 | 5 |  |  |  | 4 |  |  | Rit |  | 4 | 6 |  |  | Rit | Rit |  | 17    | 8º   |

| 2006 | Scuderia | Vettura            |  |  |  |     |     |  |   |  |   |  |  |  |  |  |  |   | Punti | Pos. |
| ---- | -------- | ------------------ |  |  |  | --- | --- |  | - |  | - |  |  |  |  |  |  | - | ----- | ---- |
| 2006 |          | Renault Clio S1600 |  |  |  | Rit | Rit |  | 6 |  | 8 |  |  |  |  |  |  | 2 | 12    | 13º  |

| Legenda | 1º posto | 2º posto | 3º posto | A punti | Senza punti | Ritirato | Squalificato | NP=Non partito C=Gara cancellata | Apice=Power stage |